# Marinarozelotes minutus
Marinarozelotes minutus es una especie de araña araneomorfa del género Marinarozelotes, familia Gnaphosidae. Fue descrita científicamente por Crespo en 2010.
Se distribuye por Portugal. El cuerpo del macho mide aproximadamente 2,38 milímetros de longitud y el de la hembra 2,36-2,97 milímetros.